# Josep Maria March i Batlles
Josep Maria March i Batlles (Manresa, Bages, 20 de novembre de 1875 - Barcelona, 13 de març de 1952) va ser un jesuïta, historiador, bibliotecari i arxiver català.
Després d'estudiar a l'escola a Manresa, va ingressar a la Companyia de Jesús el 1893, i fou ordenat de sacerdot el 1908. Va estudiar a Humanitats i un any de Filosofia a Veruela, Magisteri a Saragossa i els altres dos anys de Filosofia i Teologia a Tortosa. Va exercir com a professor d'història de l'Església i de Patrologia, des del 1911, a la facultat de teologia de Tortosa i a la de Sarrià (Barcelona), fins que es va traslladar a la Universitat Pontifícia de Roma, on s'especialitzà en la història de la Companyia (El beato José Pignatelli y su tiempo, 1935-36) i sobre Lluís de Requesens i la seva família: El Comendador Mayor de Castilla Don Luis de Requesens en el gobierno de Milán (1946), Niñez y juventud de Felipe II (1952), que inclou la correspondència catalana d'Estefania de Requesens i Roís de Liori, La batalla de Lepanto y Don Luis de Requesens (1954). També va difonre l'autobiografia d'Ignasi de Loiola (1920). Tots aquests llibres contenen una gran quantitat de documentació, fruit de les seves recerques a l'Arxiu del Palau de Requesens, actualment dipositat al Centre Borja de Sant Cugat del Vallès. Els dos volums del seu estudi sobre Felip II reprodueixen una sèrie de documents, com les instruccions de Carles V al seu fill o la correspondència de l'emperador amb Juan de Zúñiga, tutor del príncep, entre d'altres.